# Švédské šance (Horní Moštěnice)

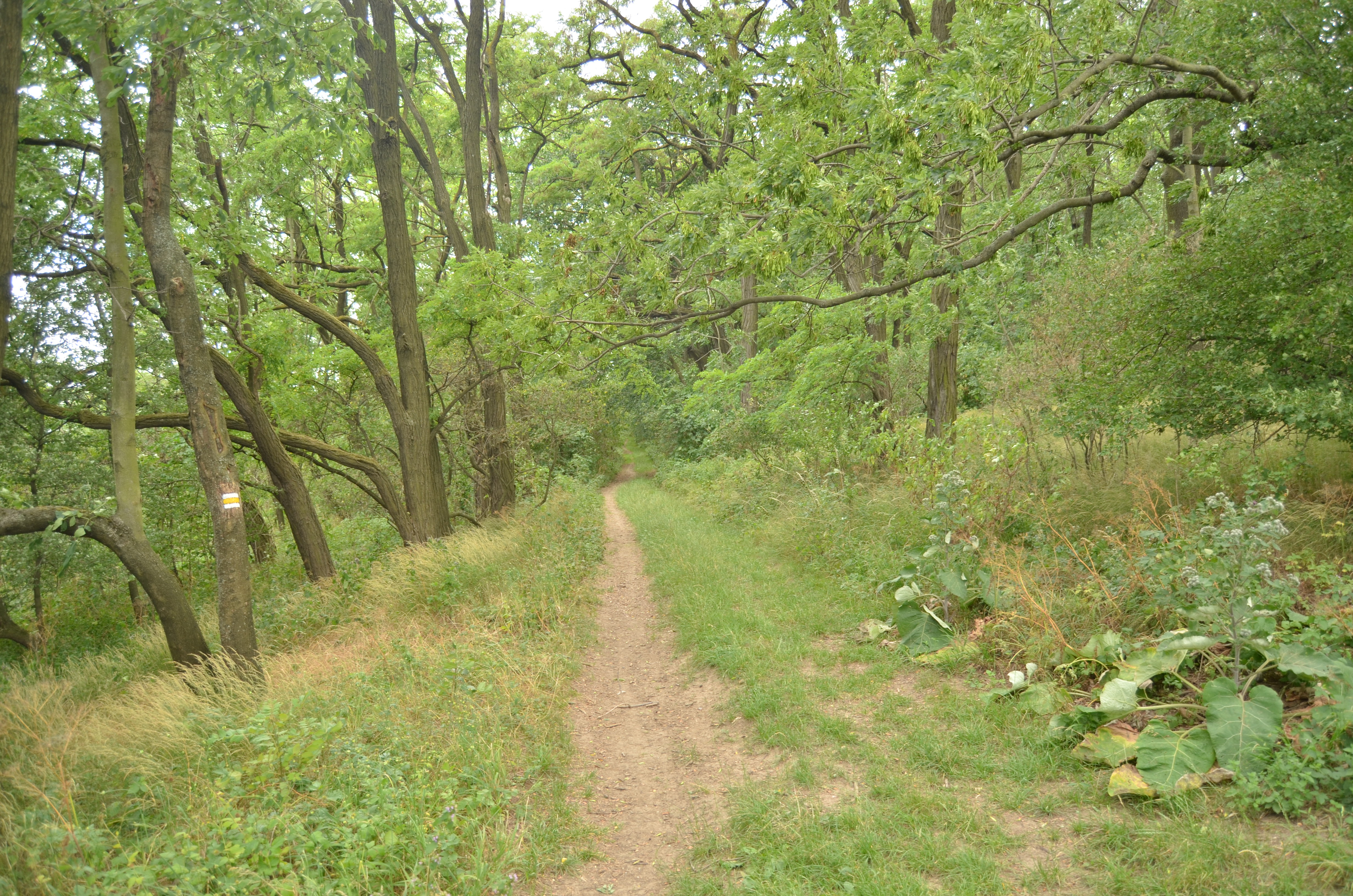
Wäldchen auf der Kuppe

Die Švédské šance (deutsch Schwedenschanze, ursprünglich Zahonny-Berg) ist mit 298 m einer der westlichsten Ausläufer der Podbeskydská pahorkatina (Vorbeskidenhügelland). Er befindet sich nördlich des Moštěnka-Tales am Rande der Obermährischen Senke (Hornomoravský úval).

## Lage
Die Švédské šance befindet sich vier Kilometer südöstlich des Stadtzentrums von Přerov. Am nördlichen Fuße liegt Újezdec, östlich Prusy und Beňov, südwestlich Horní Moštěnice und im Westen Lověšice. Der Hügel ist weitgehend unbewaldet und lediglich auf seinem Gipfel mit Bäumen bestanden.

## Geschichte
Am südlichen Fuße des Hügels befand sich einst auf einer Insel im Fluss Moštěnka die Feste Stolbach. Sie war der Sitz des Stolbacher Zweiges der Herren von Doloplas (Štolbašský z Doloplaz) und erlosch während der Hussitenkriege.
Im Jahre 1643, während des Dreißigjährigen Krieges, errichteten die Truppen des schwedischen Generals Lennart Torstensson auf dem Zahonny-Berg ein befestigtes Heerlager. Wegen der dabei ausgeführten Schanzarbeiten erhielt der Berg im Volksmund den Namen „Schwedenschanze“. Die kaiserlichen Truppen unter Matthias Gallas verschanzten sich daraufhin auf dem Hügel Hradisko bei Křenovice. 
1927 entstand auf der Švédské šance ein Artilleriebunker.
In der Nacht vom 18. zum 19. Juni 1945 ereignete sich an dem Hügel ein als Massaker an der Švédské šance bekannt gewordenes Nachkriegsverbrechen, bei dem ein Kommando des 17. Fußregimentes der wiedererstandenen Tschechoslowakei aus Petržalka unter Leutnant Karol Pazúr nach einer Siegesfeier auf dem Přerover Rangierbahnhof bei Lověšice einen Zug von karpatendeutschen und ungarischen Rückkehrern in die Slowakei überfiel, die überwiegend aus Frauen und Kindern bestehenden Reisenden aus der Stadt trieb, an der Švédské šance 120 Frauen, 74 Kinder und 71 Männer erschoss und die Bewohner von Lověšice zur Verscharrung der Leichen in einem Massengrab verpflichtete. 
Nach dem Ende des Zweiten Weltkrieges diente die Švédské šance als Stellung für 80-mm-Flugabwehrgeschütze. Die Bunkeranlage wurde bis 1973 mehrfach umgestaltet. Für die Mannschaft befanden sich drei Holzbaracken auf den Hügel. Inzwischen wurde die militärische Nutzung der Švédské šance aufgegeben.
Die Reste der Befestigungsanlagen von 1643 sind seit 1958 als archäologisches Denkmal geschützt.